# 1931年のラジオ (日本)
1931年のラジオ (日本)では、1931年の日本のラジオ番組、その他ラジオ界の動向について記す。

## 主な番組関連の出来事
- 7月3日 - 日本放送協会が札幌競馬場のレースを初中継。

## 主なその他ラジオ関連の出来事
- 2月1日 -  日本放送協会が岡山で放送開始。
- 3月8日 - 日本放送協会が長野で放送開始。
- 3月21日 - 日本放送協会が静岡で放送開始。
- 4月6日 - 日本放送協会が東京中央放送局で第二放送を開始。
- 11月11日 - 日本放送協会が新潟で放送開始。
- 12月21日 - 日本放送協会が小倉で放送開始。

## 主な放送番組

### 開始番組

#### 1931年7月放送開始
東京中央放送局
- 3日 - 競馬中継[1]

#### 1931年9月放送開始
東京中央放送局第2放送
- 10日 - 支那語初等科[1]

#### 1931年10月放送開始
大阪中央放送局
- 4日 - 時事解説[1]

東京中央放送局
- 17日 - 時事講座[1]

#### 1931年12月放送開始
東京中央放送局
- 15日 - 満蒙事情特別講座[2]